# Возвращение времени. От античной космогонии к космологии будущего
Возвращение времени. От античной космогонии к космологии будущего (англ. Time Reborn: From the Crisis in Physics to the Future of the Universe) — книга американского физика-теоретика Ли Смолина.
Смолин аргументирует: то, что он называет революционным взглядом на то, что время реально, в отличие от существующей научной ортодоксии, которая считает, что время является просто «упорно стойкой иллюзией» (слова Эйнштейна). Смолин предполагает, что сами законы физики не являются фиксированными, но на самом деле они развиваются со временем.

## Содержание и концепции
«Возвращение времени» разделено на две части: Часть I описывает сложившуюся физику и её историю со времён Платона, а также основные устоявшиеся идеи, ньютоновскую физику (и философские взгляды Лейбница, которые противоречили ньютоновским, например, о физике, зависящей от обстановки, и их религиозное обоснование), специальную и общую теории относительности Альберта Эйнштейна и квантовую механику. Часть II описывает взгляды Смолина (его «будущее» физики, опирающееся на его мысли и идеи других) относительно того, почему все они несколько ошибочны, то есть необходимость восстановить время как фундаментальное (и, вероятно, пространство как нефундаментальное, а не наоборот, таков был взгляд Эйнштейна) через, например, идею динамики формы.
Смолин аргументирует: то, что он называет революционным взглядом на то, что время реально, в отличие от существующей научной ортодоксии, которая считает, что время является просто «упорно стойкой иллюзией» (слова Эйнштейна). Смолин считает, что физики неправильно отвергли реальность времени, потому что они путают свои математические модели, которые вневременны, но имеют дело с абстракциями, которых не существует, с реальностью. Вместо этого Смолин выдвигает гипотезу о том, что сами законы физики не фиксированы, но на самом деле они развиваются с течением времени.
Смолин утверждает, что изменение существующей ортодоксии — лучшая надежда на поиск решений современных физических проблем, таких как приведение гравитации в соответствие с остальными принятыми в настоящее время моделями, природа квантового мира и его объединение с пространством-временем и космологией. Помимо науки, Смолин утверждает, что его взгляды имеют важное значение для человеческой деятельности и того, как наши социальные, политические, экономические и экологические решения влияют на наше будущее; Смолин говорит, что вопреки детерминистским философиям, основанным на традиционной физике, люди действительно обладают властью: осуществлять контроль над изменением климата, нашей экономической системой и нашими технологиями.
Тема книги стала предметом авторской презентации в 2013 году в Королевском обществе искусств.

## Реакция критики
Благодаря его блестящему стилю [в «Проблемах с физикой»] и чётким аргументам читатели отнеслись к нему серьёзно. Один теоретик струн сказал мне, что он изо всех сил пытался убедить нефизиков в том, что он не шарлатан, после публикации книги Смолина. Теперь, в «Возвращении времени», Смолин пытается отбросить основные теории современной физики. Он утверждает, что, отказавшись от времени, существующие теории упускают один фокус. […] Согласно Смолину, наша картина вневременной Вселенной основана на предположении, что вся современная физика — как квантовая, так и классическая — является предсказательной. То, как развивается система, полностью закодировано в изначальном наборе «начальных условий» и их преобразовании в соответствии с законами физики. Эволюция во времени вторична, побочный продукт теории. Смолина это беспокоит. Он неоднократно повторяет, что вневременной взгляд на реальность неполон (откуда берутся начальные условия или законы?) и просто «неверен». Он считает, что лучшее описание времени лежит в основе некоторых серьёзных вопросов, таких как союз квантовой физики и общей теории относительности.
Смолин намечает альтернативный путь современной физике. Вдохновлённый идеями бразильского философа и политического теоретика Роберто Мангабейра Унгера, который утверждает, что социальные структуры возникают без основополагающего естественного порядка или руководящего принципа, Смолин развивает некоторые из идей его первой книги «Жизнь космоса».
Оригинальный текст (англ.)Through his brilliant writing [in The Trouble with Physics] and articulate arguments, readers

took him seriously. One string theorist told me that he struggled to convince nonphysicists that he wasn’t a charlatan after the publication of Smolin’s book. Now, in Time Reborn, Smolin attempts to chip away at basic theories of modern physics. He makes the case that by doing away with time, existing theories are missing a trick […] According to Smolin, our picture of a timeless Universe stems from the assumption that all modern physics — quantum as well as classical — is predictive. How a system evolves is entirely encoded in the starting set of ‘initial conditions’ and their transformation according to the laws of physics. Evolution in time is secondary, a by-product of the theory. This bothers Smolin. A timeless view of reality is, he says repeatedly, incomplete (where do the initial conditions or laws come from?) and, simply, “wrong”. He believes that a better description of time lies at the heart of some of the big questions, such as the marriage of quantum physics and general relativity.
Smolin sketches an alternative path for modern physics. Inspired by the ideas of Brazilian philosopher and political theorist, Roberto Mangabeira Unger, who argues that social structures emerge without an underlying natural order or guiding principle, Smolin develops some of the ideas

behind his first book, The Life of the Cosmos.

— Педро Феррейра, профессор астрофизики Оксфордского университета, Великобритания, рецензия на книгу в журнале Nature.
Джеймс Глейк в The New York Times писал, что научные и исторические аргументы Смолина были «столь же провокационными, оригинальными и тревожными, как и всё, что я читал за последние годы», что противоречит общепринятым взглядам Герберта Уэллса, Германа Минковского, Альберта Эйнштейна, Исаака Ньютона и Платона; Глейк предсказал, что многим современникам в теоретической физике это покажется ложным. Глейк далее писал, что Смолин придерживается «довольно пуританского взгляда на то, что наука должна и чего не должна делать» — одобряя мультивселенные или другие непроверенные концепции или поиски вневременных истин, но позволяя этой науке создавать «эффективные теории», даже если они неполны, в ограниченных областях, и очень приблизительные.
Kirkus Reviews описал книгу, в которой отсутствуют математические объяснения, больше как философию, чем науку, и как содержащую «поток идей мыслителя с богатым воображением». В обзоре Института этики и новых технологий Рик Сирл написал, что «Возвращение времени» — это «такой же диагноз современных экономических и политических болезней», как и книга о физике.